# Ángel Médici
Ángel Segundo Médici (Buenos Aires, 20 de dezembro de 1897 - 9 de agosto de 1971) foi um futebolista argentino, medalhista olímpico.

## Carreira
Ángel Médici fez parte do elenco medalha de prata, nos Jogos Olímpicos de 1928.